# Lago Winnebago
O lago Winnebago é um lago do Estado de Wisconsin localizado a norte de Milwaukee. Sua área é de 557 km², é o maior lago inteiramente contido no Estado. Tem muitos recifes rasos ao longo da costa oeste e uma linha de costa do tipo declive na costa leste.